# Ракке (станция)
Ра́кке (эст. Rakke raudteejaam) — железнодорожная станция в поселке Ракке в волости Вяйке-Маарья уезда Ляэне-Вирумаа (Эстония), на линии Тапа — Тарту. Находится в 36 км от Тапа, 76,5 км от Тарту и в 113,6 км от Таллина.

## История

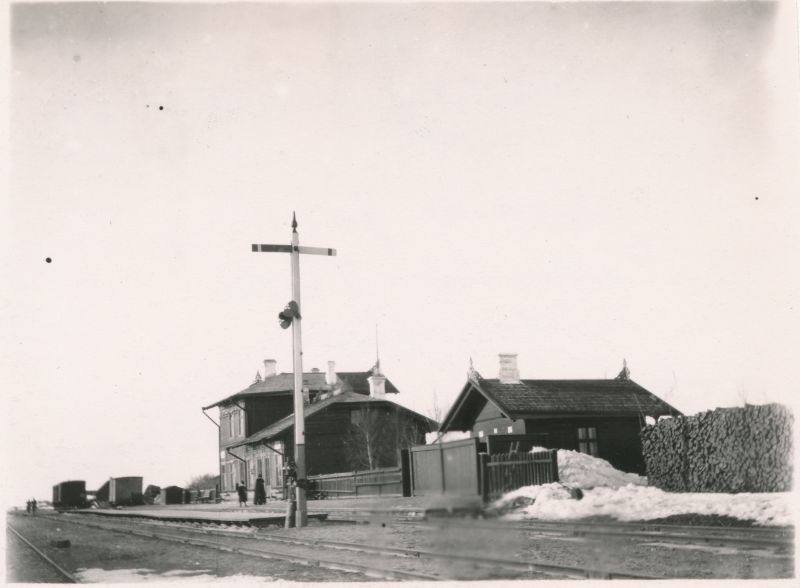
Вокзал на станция Ракке в 1891 году

Станция Ракке была построена в ходе строительства железной дороги Тапс — Дерпт (ныне Тапа — Тарту), ответвления от Балтийской железной дороги, и открыта одновременно с началом движения поездов по новой дороге. Станция и примыкающие к ней пути были построены на землях, выкупленных у рыцарской мызы Левенвольде (ныне мыза Лийгвалла).
На станции был построен деревянный вокзал, часть которого была двухэтажной, однако он был уничтожен в ходе военных действий Великой Отечественной войны в 1944 году, а после войны на его месте было построено простое деревянное здание с двускатной крышей.

## Настоящее время
Станция является грузо-пассажирской, осуществляет как посадку и высадку пассажиров на (из) поездов регионального сообщения, так и приём и выдачу грузов, как повагонными, так и мелкими отправками.
В рамках программы «Подъём пассажирских платформ до высоты, принятой в Европе» (эст. Reisiplatvormide viimine eurokõrgusele) на станции Ракке была построена островная платформа высотой 55 см, подходящая для используемых в региональных пассажирских перевозках поездов Stadler FLIRT.

## Пассажирское сообщение по станции
До распада СССР на станции Ракке останавливались пассажирские поезда дальнего следования № 651/652 Таллин — Рига (через Тарту — Валгу) и № 655/656 Таллин — Псков. Псковский поезда прекратил движение в 2001 году — главным образом, из-за введения государственных границ у ставших независимыми прибалтийских стран, что вызвало увеличение времени стоянки на приграничных станциях для осуществления паспортного и таможенного контроля и резкое снижение пассажиропотока. Попытки возобновления движения поездов дальнего следования по этим направлениям в 2000-е годы успеха не имели.
В настоящее время станция Ракке постоянно обслуживается только региональными поездами восточного компании Elron, являющейся оператором движения пригородных и региональных поездов по железнодорожным линиям Эстонии.
На станции останавливаются региональные поезда, не являющиеся экспрессами), следующие от станции Таллин (Балтийский вокзал) до конечной станции Тарту, а также следующие в обратном направлении. Экспрессы до Тарту, в том числе следующие далее до станций Валга и Койдула, на станции Ракке не останавливаются.
| Предыдущая остановка | Остановка пассажирских поездов на восточных линиях Elron | Следующая остановка |
| Килтси               | Ракке                                                    | Вягева              |